# Tanzania na Letnich Igrzyskach Olimpijskich 1988
Tanzanię na Letnich Igrzyskach Olimpijskich 1988 reprezentowało 10 zawodników (10 mężczyzn i żadnej kobiety) w zaledwie dwóch konkurencjach, boksie i lekkoatletyce, nie zdobywając żadnego medalu. Był to szósty start reprezentacji Tanzanii na letnich igrzyskach olimpijskich.

## Skład kadry

### Boks
Mężczyźni
- Benjamin Mwangata

waga papierowa - 9. miejsce
- Haji Ally

waga kogucia - 33. miejsce
- Rashi Ali Hadj Matumla

waga lekkopółśrednia - 17. miejsce
- Joseph Marwa

waga półśrednia - 33. miejsce

### Lekkoatletyka
Mężczyźni
- Ikaji Salum

bieg na 3000 m z przeszkodami - odpadł w eliminacjach
- Juna Mnyampanda

bieg na 5000 m - odpadł w eliminacjach
- Boay Akonay

bieg na 10000 m - odpadł w eliminacjach
- Juma Ikangaa

maraton - 7. miejsce
- John Burra

maraton - 43. miejsce
- Zakayo Malekwa

rzut oszczepem - 34. miejsce